# Баркерия
Баркерия (лат. Barkeria) — род многолетних травянистых растений семейства Орхидные.
Аббревиатура родового названия в промышленном и комнатном цветоводстве — Bark.
Род Barkeria включает 17 видов, распространённых в Мексике, Гватемале, Коста-Рике (два вида) и Панаме (один вид).
Эпифиты, реже литофиты.
Некоторые представители рода и гибриды с их участием популярны в комнатном и оранжерейном цветоводстве, а также широко представлены в ботанических садах.
Многие виды рода ранее относились к роду Epidendrum.

## Синонимы
- Dothilophis Raf., 1838

## Этимологияи история описания
Род Barkeria назван в честь известного британского садовода Джорджа Баркера, стоявшего у истоков культивирования орхидей этого рода.

## Морфологическое описание
Симподиальные растения средних размеров, часто образуют плотные группы.
Псевдобульбы тонкие, напоминающие тростник или веретеновидные, покрыты влагалищами листьев.
Листья от линейно-ланцетных до широкояйцевидных.
Соцветия до 30 см длиной, терминальная кисть, иногда ветвящаяся, с кожистыми прицветниками, плотно охватывающими цветонос. У некоторых видов соцветия несут до 100 цветков.
Цветки яркие, розовые, фиолетовые или белые. Чашелистики и лепестки похожи друг на друга, свободные, лепестки иногда шире.
Губа свободная или сросшаяся с колонкой до половины её длины, нераздельная. Каллус отсутствует либо представлен 3 утолщёнными гребнями.
Колонка короткая или длинная, с широко расходящимися плёнчатыми лопастями. Клювик напоминает язычок.
Поллиниев — 4. Восковидные, часто попарно соединённые. Васцидий отсутствует.

## Виды

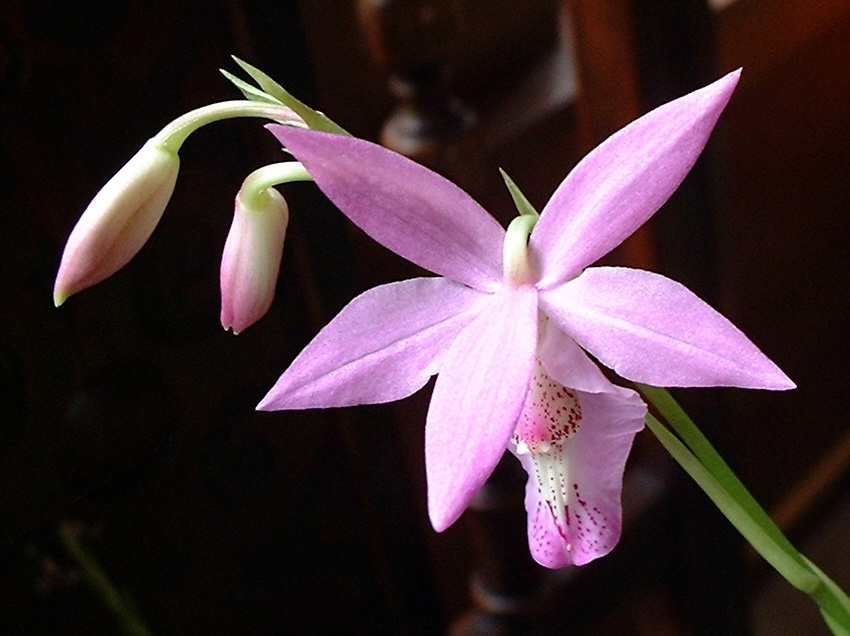
Barkeria lindleyana

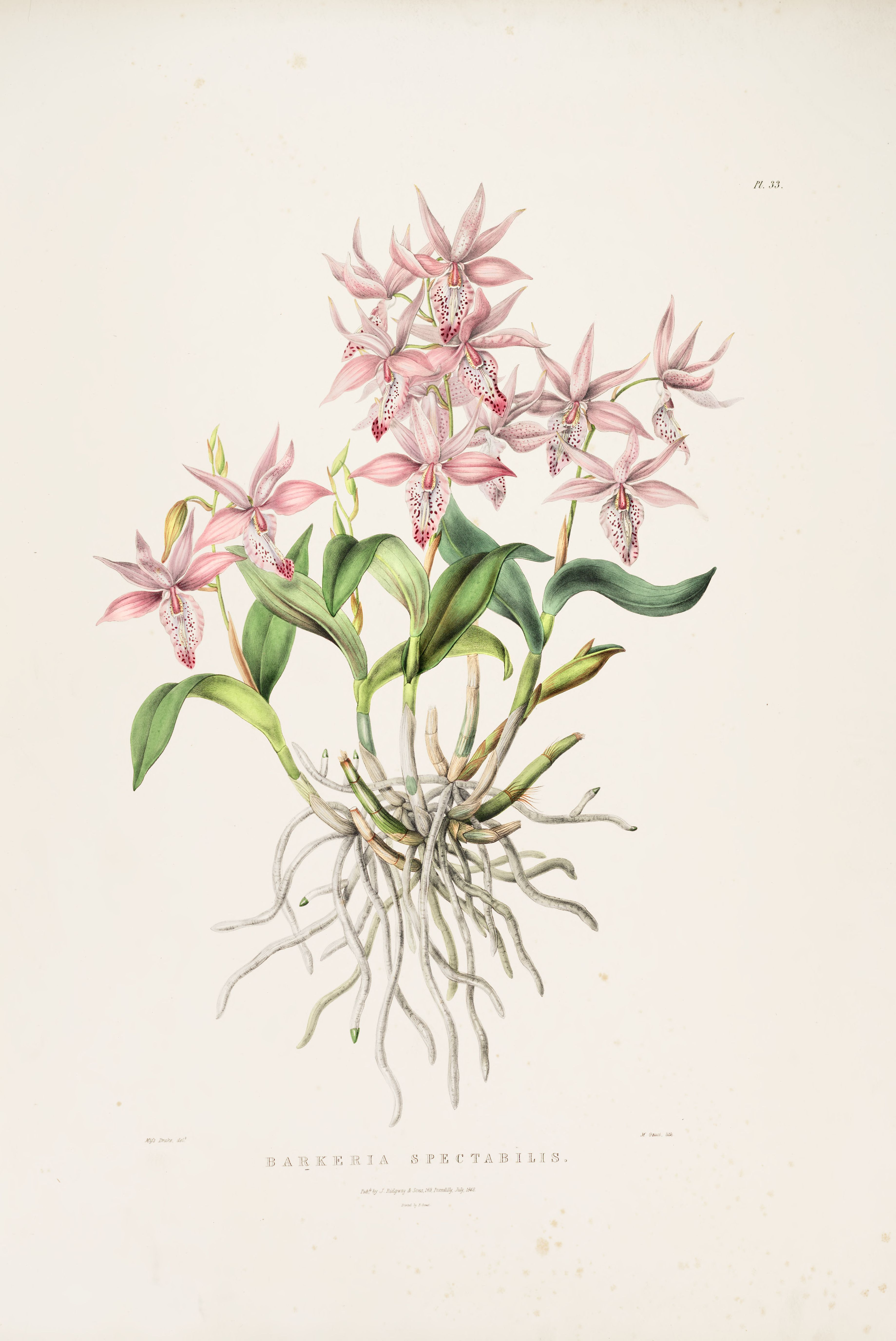
Barkeria spectabilis
Ботаническая иллюстрация из «The Orchidaceae of Mexico and Guatemala», pl. 33, 1837—1843 гг.

Список видов по данным Королевских ботанических садов в Кью:
- Barkeria barkeriola Rchb.f., 1884
- Barkeria dorotheae Halb., Orquídea (Mexico City), n.s., 6: 40 (1976
- Barkeria fritz-halbingeriana Soto Arenas, 1993
- Barkeria lindleyana Bateman ex Lindl., 1842
- Barkeria melanocaulon A.Rich. & Galeotti, 1845
- Barkeria naevosa (Lindl.) Schltr., 1923
- Barkeria obovata (C.Presl) Christenson, 1989
- Barkeria palmeri (Rolfe) Schltr., 1918
- Barkeria scandens (Lex.) Dressler & Halbinger, 1977
- Barkeria shoemakeri Halb., 1975
- Barkeria skinneri (Bateman ex Lindl.) Paxton, 1849
- Barkeria spectabilis Bateman ex Lindl., 1842
- Barkeria strophinx (Rchb.f.) Halb., 1977
- Barkeria uniflora (Lex.) Dressler & Halbinger, 1977
- Barkeria whartoniana (C.Schweinf.) Soto Arenas, 1993

## Охрана исчезающих видов
Все виды рода Barkeria входят в Приложение II Конвенции CITES. Цель Конвенции состоит в том, чтобы гарантировать, что международная торговля дикими животными и растениями не создаёт угрозы их выживанию.

## В культуре
Температурная группа зависит от экологии вида.
Растения светолюбивы. В полуденные часы требуют притенения.
Посадка на блок, реже в корзинку для эпифитов, пластиковый или керамический горшок.
Субстрат должен быть хорошо воздухопроницаем. Обычно используют сосновую кору крупной фракции (3—5 см), крупные куски угля и лавы.
В период вегетации полив обильный. 1—3 раза в месяц вносится комплексное минеральной удобрение в концентрации в 2—3 раза меньшей рекомендованной для комнатных растений.
В период покоя растения содержат в более прохладных условиях (12—15 °C) и прекращают полив.

## Искусственные межродовые гибриды

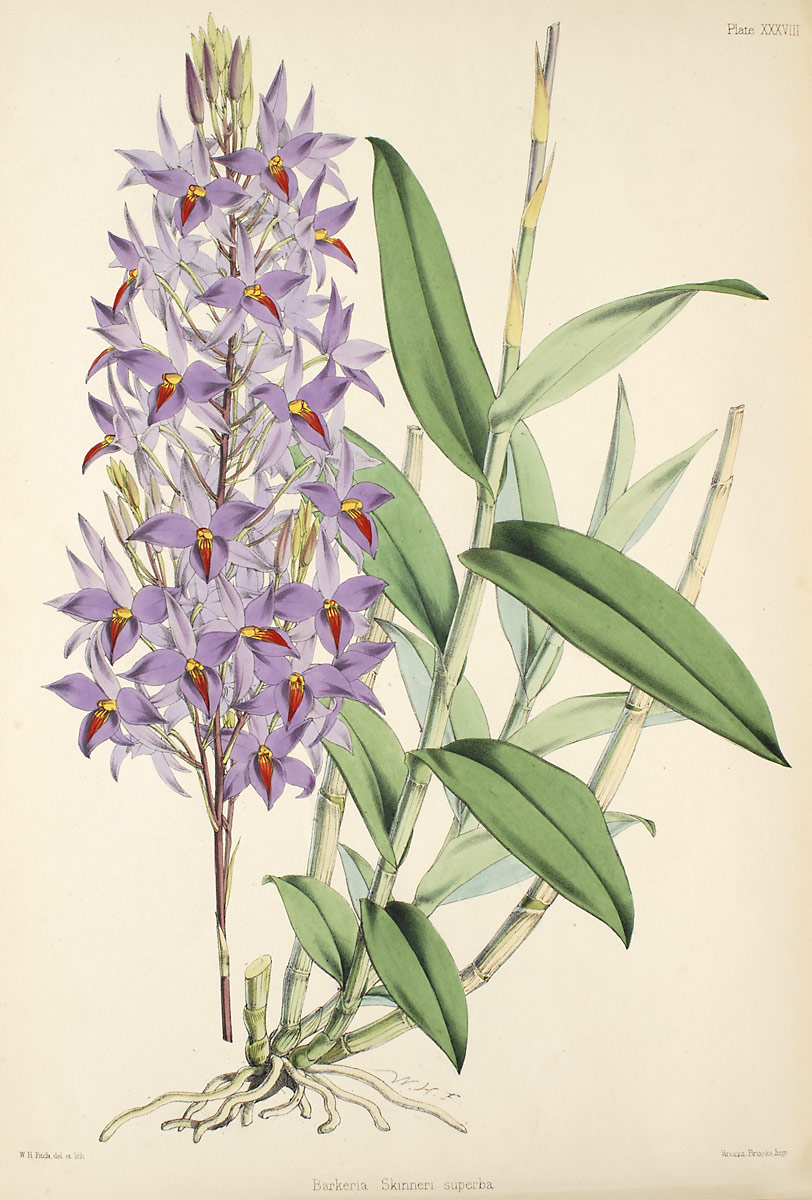
Barkeria skinneri
Ботаническая иллюстрация из книги «Select orchidaceous plants», first series, plate 38. 1862—1865 гг.

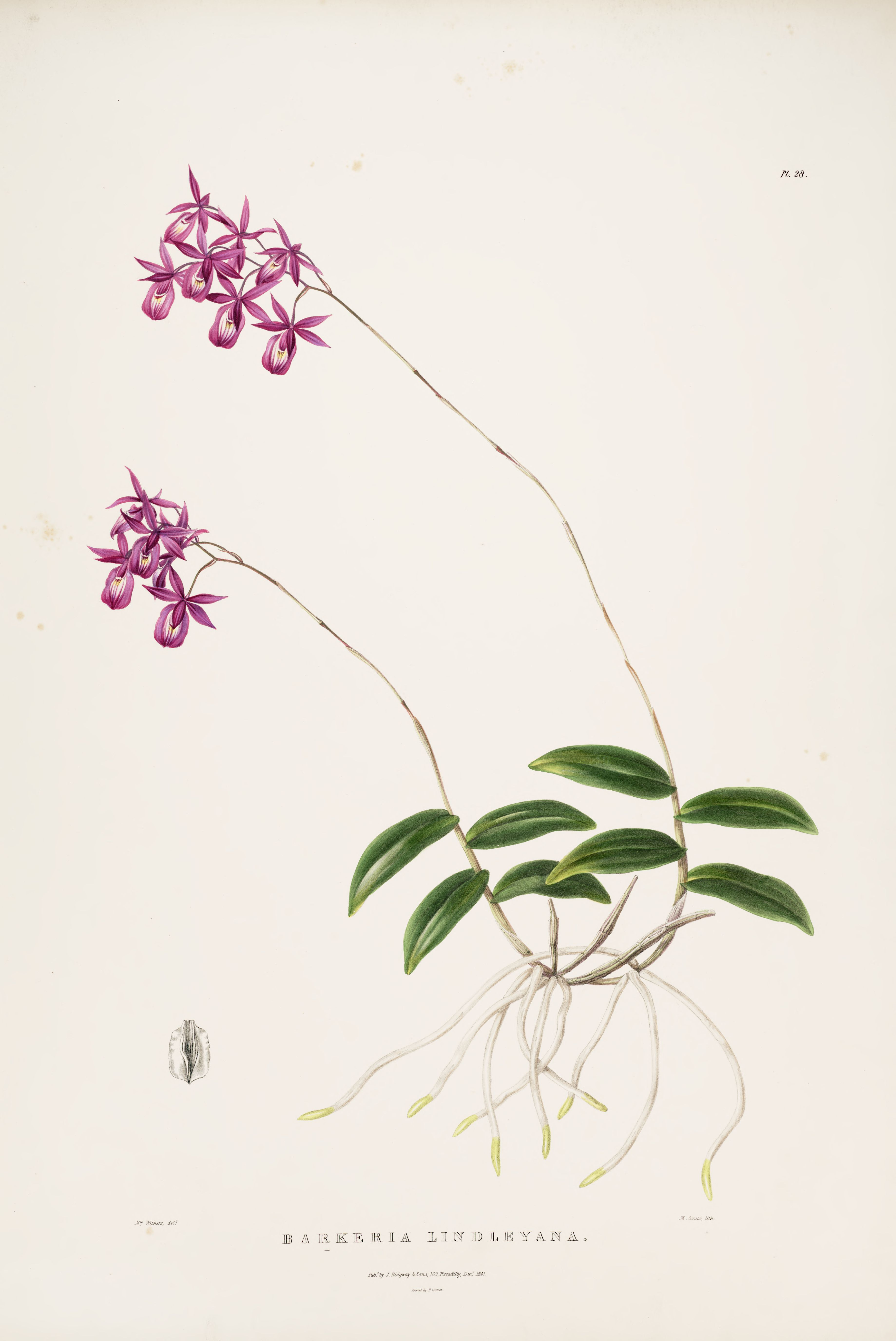
Barkeria lindleyana
Ботаническая иллюстрация из «The Orchidaceae of Mexico and Guatemala», pl. 28, 1837—1843 гг.

По данным The International Orchid Register .
- Barkeria × Brassavola = Brassokeria
- Barkeria × Brassavola × Cattleya × Epidendrum × Laelia × Sophronitis = Trisuloara
- Barkeria × Brassavola × Encyclia = Baravolia
- Barkeria × Brassavola × Encyclia × Epidendrum = Kerchoveara
- Barkeria × Brassavola × Epidendrum = Hummelara
- Barkeria × Broughtonia × Cattleya = Turnbowara
- Barkeria × Cattleya = Cattkeria
- Barkeria × Cattleya × Encyclia × Rhyncholaelia × Sophronitis = Lomantrisuloara
- Barkeria × Cattleya × Guarianthe = Barcatanthe
- Barkeria × Cattleya × Guarianthe × Sophronitis = Borwickara
- Barkeria × Cattleya × Laelia = Laeliocattkeria
- Barkeria × Cattleya × Laelia × Sophronitis = Matsudaara
- Barkeria × Cattleya × Sophronitis = Barkronleya
- Barkeria × Caularthron = Caulkeria
- Barkeria × Caularthron × Epidendrum = Caulbardendrum
- Barkeria × Domingoa × Epidendrum = Epidominkeria
- Barkeria × Encyclia = Barclia
- Barkeria × Epidendrum = Bardendrum
- Barkeria × Epidendrum × Sophronitis = Sophrobardendrum
- Barkeria × Guarianthe = Barkeranthe
- Barkeria × Laelia = Laeliokeria
- Barkeria × Laelia × Sophronitis = Staalara
- Barkeria × Leptotes = Leptokeria
- Barkeria × Oerstedella = Oerstedkeria
- Barkeria × Sophronitis = Barkonitis
- Barkeria × Tetramicra = Tetrakeria